# Dyson
Dyson är en brittisk utvecklare och tillverkare av påslösa dammsugare. Dyson grundades av James Dyson, som hävdar att eftersom dammsugarna inte har några filter, förlorar de inte sugkraften som andra påslösa.
Deras senare modeller innehåller däremot filter för att förbättra utluften från dammsugaren. Dysons etablering i Norden var begränsad 2016, men de planerade för en större satsning på bland annat Sverige under år 2017.